# Édouard Laferrière
Louis-Édouard Julien Laferrière, född den 26 augusti 1841 i Angoulême, död den 2 juli 1901 i Bourbonne-les-Bains, var en fransk rättslärd och ämbetsman, son till Firmin Laferrière.
Laferrière blev 1864 advokat och verkade därjämte till kejsardömets fall som oppositionell tidningsman, erhöll flera viktiga ämbeten och blev 1886 vicepresident i Conseil d'état. Han utsågs 1898 till generalguvernör i Algeriet, men avgick kort därpå och blev 1900 generalprokurator vid kassationsdomstolen. Jämte Batbie utgav Laferrière Recueil des constitutions d'Europe et d'Amérique (1869). Som banbrytande på förvaltningsrättens område anses Traité de la jurisprudence administrative et des recours contentieux (1887–1888).